# 榎木田朱美
榎木田 朱美（えのきだ あけみ、1970年2月21日 - ）は、日本の会社役員・アナウンサー。テレビ宮崎（UMK）代表取締役社長

## 来歴
宮崎県日南市大堂津出身。宮崎県立日南高等学校、宮崎大学教育学部卒業後、1992年にUMK入社。
趣味はバレーボール、読書、音楽鑑賞、古着チェックなど。
私生活では2007年3月に結婚。2009年1月より産休に入り、同年2月12日に女児を出産。10月から職場復帰した。
同局ではアナウンス部部長、編成業務局局長、メディア推進局局長、報道制作局長、コンテンツプロデュース局長などを歴任し、2023年に取締役に就任。
2025年6月20日のテレビ宮崎定時株主総会及び取締役会の決議を経て、寺村明之の後任として同局代表取締役社長に就任した。。なお。社長就任に伴い、今後アナウンサーとして番組に出演するかどうかについては現時点で未定としている。なお、南九州・沖縄地方の民放テレビ局では初の女性社長就任ともなる。女性アナウンサー出身で社長となるのは民放初である（アナウンサー出身でない女性社長はこれまでにもいる）。

## 担当番組
- Mama talk TV ママテレ
- スナックあけみ

## 過去に担当した番組
- UMKニュース ザ・ヒューマン
- UMK土曜メッセ
- UMKスーパーニュース（メインキャスター） - 2014年3月まで16年間担当
- のびよ！みやざきっ子　他

## その他の出演
- よかとこ発見!蛙亭イワクラ使節団〜伊藤と肥満とサイダーと〜（テレビ宮崎）
- POCKYのSUPER RADIO CLUB（エフエム宮崎・2009年10月24日放送）ゲスト出演[4]
- シンポジウム「メディアの中で育つ子供たち」（2012年1月28日、みやざき子ども文化センター）パネラー[8]
- 宮崎大学ホームカミングデイ（2012年11月17日、2013年11月16日）司会担当[3][9]
- 土曜プレミアムさんまのFNS全国アナウンサー一斉点検（2019年2月9日放送、フジテレビ）
- 金曜ロードSHOW!全国好きな嫌いなアナウンサー大賞2019（2019年5月10日放送、日本テレビ）
- ひまわりっ 〜宮崎レジェンド〜 - バー(宮崎市の歓楽街西橘通り(通称ニシタチ)にある林健一行きつけのバー)のママ役（第1シリーズ）、なのは（節子）の母役（第2シリーズ）(テレビ宮崎)